# Arts Martiens
Arts Martiens – szósty studyjny album francuskiego zespołu hip-hopowego IAM. Premiera płyty odbyła się 22 kwietnia 2013 roku. Materiał na album był nagrywany w Paryżu, Nowym Jorku i Marsylii. Był to jeden z dwóch albumów tej grupy wydanych w 2013 roku, drugi pt. ...IAM ukazał się 18 listopada.
Pierwszym singlem promującym to wydawnictwo był utwór "Spartiate Spirit" do którego nakręcono teledysk. Jego premiera odbyła się 25 stycznia 2013 roku. 4 marca 2013 r. ukazał się drugi singel pt. "Les Raisons de la colère", do którego także powstało wideo.
Płyta zadebiutowała na 1. miejscu notowania Top Albums na iTunes ze sprzedażą 25.000 egzemplarzy. Album uplasował się także na szczycie listy SNEP we Francji.

## Lista utworów
Źródło.
1. "Spartiate Spirit" - 4:21
2. "Les Raisons De La Colère" - 4:02
3. "Tous Les Saints De La Terre" - 3:32
4. "La Part Du Démon" - 3:42
5. "Benkei & Minamoto" - 4:43
6. "4.2.1" - 4:06
7. "Marvel" - 4:34
8. "Misère" - 4:04
9. "L'Amour Que L'On Me Donne" - 3:45
10. "Habitude" (feat. Faf Larage) - 4:10
11. "Mon Encre, Si Amère" - 4:25
12. "Debout Les Braves" - 4:20
13. "Sombres Manœuvres/Manœuvres Sombres" - 6:43
14. "Notre Dame Veille" - 3:00
15. "Après La Fête..." - 3:39
16. "Pain Au Chocolat" - 3:44
17. "Dernier Coup D'Eclat" - 5:22